# Стрептококки
Стрептококки (лат. Streptococcus; от греч. στρεπτός — «цепочка» и греч. κόκκος — «зерно») — род шаровидных или овоидных аспорогенных (т. е. не образующих спор) грамположительных хемоорганотрофных факультативно-анаэробных бактерий из семейства Streptococcaceae. Паразиты животных и человека. Обитают в дыхательных и пищеварительных путях, особенно в полости рта, носа, в толстом кишечнике.

## Структура
Отношение суммы гуанина и цитозина к общему весу оснований в молекуле ДНК равно 33—42 %. Типичные клетки — менее 1 мкм в диаметре, располагаются попарно или цепочками, неподвижны, кроме штаммов группы D. Образуют капсулу, легко превращаются в L-форму. Питательные потребности сложные. Обычно растут на средах с добавлением крови, сыворотки крови, асцитической жидкости, углеводов. Температурный оптимум — 37°, pH 7,2—7,4. На плотных средах формируют мелкие плоские сероватые колонии, на жидких средах дают крошковатый пристеночный и придонный рост, на кровяном агаре — зоны альфа- или бетагемолиза. Встречаются и негемолитические штаммы. Ферментируют углеводы с образованием кислоты, расщепляют аминокислоты (аргинин, серин). Представители групп В и D продуцируют пигменты красного и жёлтого цвета. На питательных средах и в организме хозяина синтезируют внеклеточные стрептодорназу, стрептолизины, стрептокиназу, лейкоцидин, бактериоцины. Генетический обмен происходит трансформацией и трансдукцией, но не конъюгацией. Стрептококки погибают при пастеризации и действии рабочих растворов многих дезинфектантов, антисептиков, они чувствительны к пенициллину, тетрациклинам, аминогликозидам и др. препаратам. Устойчивость вырабатывается медленно. Однако для лечения инвазивной стрептококковой инфекции применение пенициллина неэффективно и даже может повлечь серьезные осложнения.
Принята классификация рода на основании специфического полисахарида С и поверхностных антигенов белковой природы (по Р. Лендсфилд). По С-полисахариду выделяют серогруппы A, В, С, D … О. Экстракты С-полисахарида получают автоклавированием культуры при 1,1 атм 15 мин., обработкой её горячей соляной кислотой, азотной кислотой, формамидом, пепсином, трипсином. Серологическая специфичность связана с аминосахарами. У S. группы А, дающих матовые или слизистые колонии, на поверхности находится М-белок, который детерминирует типовую специфичность. В группе А по этому признаку выделяют 55 варов, определяемых с помощью реакции агглютинации или реакции преципитации с типоспецифическими сыворотками. М-белок обладает антифагоцитарной активностью, выраженными протективными свойствами. Вспомогательную роль в дифференциации играют также поверхностные Т- и R-антигены. Т-антиген термолабилен устойчив к пепсину, трипсину и кислотам.

## Группы стрептококков
С момента открытия стрептококков было предложено несколько их классификаций, базирующихся на разных признаках. Они взаимно дополняют друг друга.
В 1903 году Шот-Мюллер предложил классифицировать стрептококки по типу гемолиза, даваемого ими на кровяном агаре. По данной классификации выделяют 3 группы стрептококков: α-гемолитические (окисляют гемоглобин в эритроцитах, но не вызывают их полного лизиса, отчего среда вокруг колоний становится зеленоватой; отсюда второе название — «зеленящие»), β-гемолитические (разрушают эритроцит полностью, отчего среда становится полностью прозрачной) и γ-гемолитические стрептококки (не вызывают гемолиза).
В 1933 году Ребекка Лэнсфилд уточнила классификацию β-гемолитических стрептококков, выделив внутри них 21 группу на основании строения C-карбогидрата клеточной стенки. Впоследствии было добавлено ещё 3 группы. В соответствии с данной классификацией группы называются буквами латинского алфавита от A до W. Стрептококки прочих групп (α-, γ-гемолитические) не имеют в составе клеточной стенки C-карбогидрата и потому не подпадают под данную классификацию.
В 1937 году Шерман предложил классифицировать стрептококки их по способности расти: при температурах 10 и 45 ℃ (то есть, за пределами температурного оптимума, составляющего 20-40 ℃), в среде с содержанием 40%-й желчи и в среде с содержанием 6,5 % NaCl. По данной классификации было описано 4 группы стрептококков: гноеродные, зеленящие, молочнокислые и энтерококки.
В 1978 году Джонс описал критерии для выделения семи групп стрептококов: гноеродные, пневмококки, стоматические, кишечные, молочнокислые, анаэробные и прочие.
Последующие исследования рода стрептококков привели к вычленению из него ряда самостоятельных родов.
В 1984 году 4 представителя β-гемолитических стрептококков группы D (Stre. faecalis, Str. faecium, Str. avium и Str. gallinarum — энтерококки по Шерману) были выделены в самостоятельный род Enterococcus. Медицинское значение среди них имеют первые два — уропатогены, вызывающие так же и септические процессы. В 1985 году β-гемолитические стрептококки группы N (молочнокислые по Шерману) были выделены в отдельный вид — Lactococcus. В 1990-е ряд представителей α-гемолитических стрептококков выделили в отдельные роды: Aerococcus, Gemella, Leuconostos, Pediococcus.
Медицински значимые β-стрептококки групп A, B,C, D, F, G:
- A) Streptococcus pyogenes (прежнее название Streptococcus haemolyticus) — бета-гемолитические стрептококки группы А. Диаметр клеток — 0,6—1 мкм, многие штаммы образуют капсулу. Капсульные штаммы растут в виде слизистых колоний, при стоянии переходящих в матовые; бескапсульные штаммы формируют блестящие глянцевидные колонии. Не растут при 10 и 45 ℃, в бульоне с 6,5 % хлорида натрия, при рН 9,6; в молоке с 0,1 % метиленового синего. Ферментируют глюкозу, лактозу, сахарозу, салицин, трегалозу, не ферментируют инулин, сорбит, глицерин, гиппурат натрия. Большинство штаммов продуцирует стрептолизины, стрептокиназу, стрептодорназу, некоторые — эритрогенный токсин. В норме обитают у человека в глотке, могут вызывать сепсис и различные по тяжести заболевания всех органов и систем;
- B) Streptococcus agalactiae — комменсал женских половых путей (носительство до 50 %), частый агент при осложнении беременности и сепсиса новорожденных; так же вызывает воспаление верхних дыхательных путей;
- C) Streptococcus equi, Streptococcus equisimulans, Streptococcus zooepidermidis — возбудители фарингитов; помимо общего для всех стрептококков стрептолизина-D продуцируют специфический стрептолизин-O;
- D) Streptococcus equinus (таксономически синоним Streptococcus bovis);
- F) гетерогенная группа стрептококков, вызывающих фарингиты;
- G) Streptococcus dysgalactiae, Streptococcus anginosus, Streptococcus milleri — возбудители ангин, фарингитов; помимо общего для всех стрептококков стрептолизина-D продуцируют специфический стрептолизин-O;

Медицински значимы единственный α-гемолитический стрептококк — Streptococcus pneumoniae — возбудитель пневмококковых инфекций. Представляет собой кокки с вытянутым полюсом, располагаются попарно или короткими цепочками, неподвижны, спор не формируют, при обитании в организме образуют капсулу, хемоорганотрофы, факультативные анаэробы. Паразит дыхательных путей человека. Встречается в норме при различных заболеваниях. Вызывает пневмонии, бронхиты, ЛОР-инфекции, в том числе деструктивные, менингиты, сепсис с последующим отсевом инфекционных очагов в любые органы.
Присутствующие у человека в составе нормальной микрофлоры верхних дыхательных путей α-гемолитические стрептококки («стоматические» по Джонсу) объединены в нетаксономическую группу Streptococcus viridans (от лат. viridis — зелёный). В ходе дальнейших исследований было установлено, что 5 первоначальных видов, составлявших данную группу, являются тесными группами близкородственных видов:
- Streptococcus anginosus — группа из 4 видов (в том числе, Str. consellatus, Str. intermedius);

- Streptococcus mitis — группа из 3 видов (Str. mitior, Str. oralis, Str. sanguis биовар-2);

- Streptococcus mutans — группа из 6 видов (Str. cricetus, Str. downei, Str. ferus, Str. macacae, Str. rattus, Str. sorbinus), продуцирующих полисахариды и принимающих участие в образовании зубных бляшек, предполагается их этиологическая роль при кариесе;

- Streptococcus sanguis — группа из 3 видов (Str. gordonii, представители β-гемолитических стрептококков групп H, W);

- Streptococcus salivarius — группа из 2 видов (Str. intestinalis, Str. vestibularis).

## Заболевания, вызываемые стрептококками
- Рожистое воспаление
- Скарлатина
- Гломерулонефрит
- Острая ревматическая лихорадка
- Острый тонзиллит (ангина)
- Фарингит
- Стрептодермия
- Пародонтит
- Абсцесс
- Бронхит
- Пневмония
- Эндокардит
- Лимфаденит
- Менингит
- Заеда
- Кариес
- Ларингит[3]